# Río Bucaná
Río Bucaná es un río en Ponce, Puerto Rico.